# Tomoxia laticollis
Tomoxia laticollis es una especie de coleóptero de la familia Mordellidae.

## Distribución geográfica
Habita en Brasil.